# Gran Premio de Estiria de Motociclismo
El Gran Premio de Estiria de Motociclismo fue una carrera de motociclismo de velocidad que por primera vez formó parte del calendario en la temporada 2020 de MotoGP.
Debe su nombre a que el Red Bull Ring se encuentra en el estado de Estiria y como uno de los cinco circuitos en los que, debido a la pandemia del coronavirus, se disputaron dos grandes premios, era necesario una nueva denominación para distinguirlo del Gran Premio de Austria. Al año siguiente 2021 también se repetiría el Gran Premio de Estiria.

## Nombre oficial y patrocinador
- 2020: BMW M Grand Prix of Styria
- 2021: Michelin® Grand Prix of Styria

## Ganadores del Gran Premio de Estiria

### Ganadores múltiples (pilotos)
| # Victorias | Piloto           | Victorias | Victorias    |
| # Victorias | Piloto           | Categoría | Años Ganador |
| ----------- | ---------------- | --------- | ------------ |
| 2           | Marco Bezzecchi  | Moto2     | 2020, 2021   |
| 1           | Miguel Oliveira  | MotoGP    | 2020         |
| 1           | Jorge Martín     | MotoGP    | 2021         |
| 1           | Celestino Vietti | Moto3     | 2020         |
| 1           | Pedro Acosta     | Moto3     | 2021         |

### Ganadores múltiples (constructores)
| # Victorias | Constructor | Victorias | Victorias    |
| # Victorias | Constructor | Categoría | Años Ganador |
| ----------- | ----------- | --------- | ------------ |
| 3           | KTM         | MotoGP    | 2020         |
| 3           | KTM         | Moto3     | 2020, 2021   |
| 2           | Kalex       | Moto2     | 2020, 2021   |
| 1           | Ducati      | MotoGP    | 2021         |

### Por año
| Año  | Circuito      | Moto3            | Moto3       | Moto2           | Moto2       | MotoGP          | MotoGP      |
| Año  | Circuito      | Piloto           | Constructor | Piloto          | Constructor | Piloto          | Constructor |
| ---- | ------------- | ---------------- | ----------- | --------------- | ----------- | --------------- | ----------- |
| 2021 | Red Bull Ring | Pedro Acosta     | KTM         | Marco Bezzecchi | Kalex       | Jorge Martín    | Ducati      |
| 2020 | Red Bull Ring | Celestino Vietti | KTM         | Marco Bezzecchi | Kalex       | Miguel Oliveira | KTM         |